# أديتي سينغ
أديتي سينغ (بالإنجليزية: Aditi Singh)‏ هي عارضة وممثلة هندية، ولدت في 25 يونيو 1998 في دلهي في الهند.

## وصلات خارجية
- أديتي سينغ على موقع IMDb (الإنجليزية)